# Andropogon gerardii
Andropogon gerardii là một loài thực vật có hoa trong họ Hòa thảo. Loài này được Vitman mô tả khoa học đầu tiên năm 1792.

## Hình ảnh

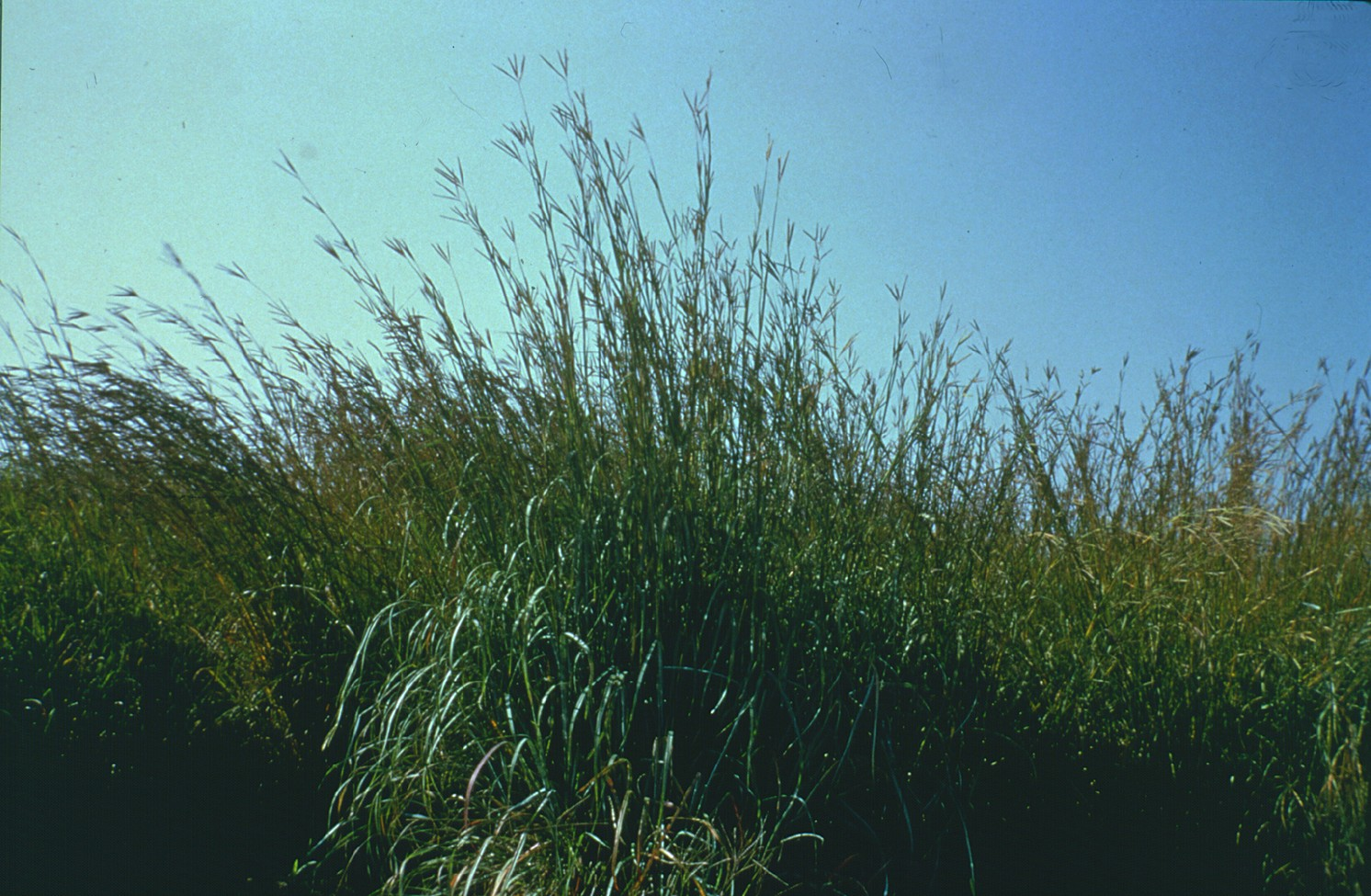
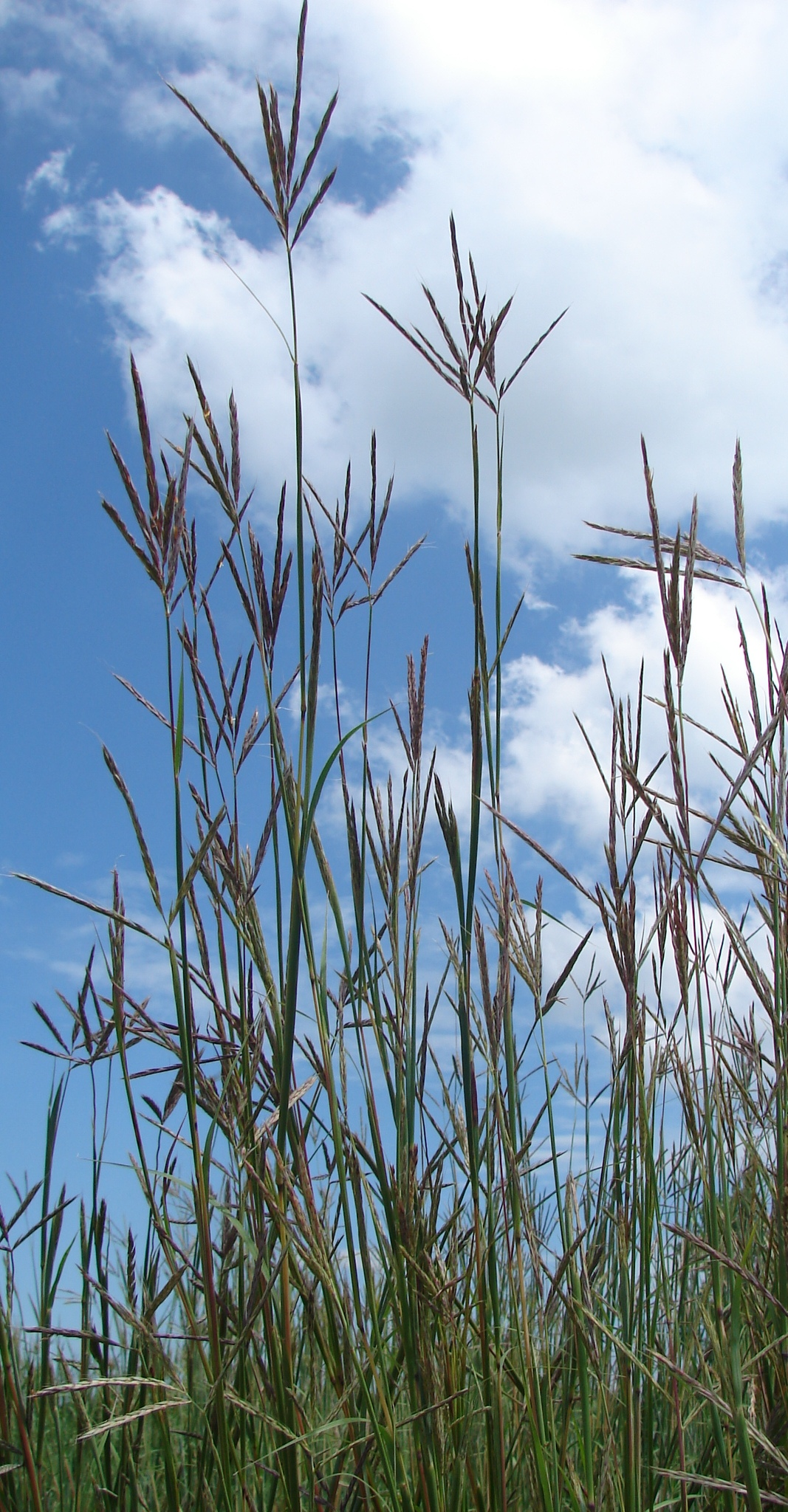